# マルティラーノ
マルティラーノ（イタリア語: Martirano）は、イタリア共和国カラブリア州カタンザーロ県にある、人口約900人の基礎自治体（コムーネ）。

## 地理

### 位置・広がり

#### 隣接コムーネ
隣接するコムーネは以下の通り。括弧内のCSはコゼンツァ県所属を示す。
- アイエッロ・カーラブロ (CS)
- アルティーリア (CS)
- コンフレンティ
- グリマルディ (CS)
- マルティラーノ・ロンバルド
- モッタ・サンタ・ルチーア

## 行政

### 分離集落
マルティラーノには、以下の分離集落（フラツィオーネ）がある。
- Muraglie, Persico, San Fili